# Ramal El Pingo-Paraná del Ferrocarril General Urquiza
El ramal El Pingo-Paraná (ramal U-15) de 71.1 km del Ferrocarril General Urquiza en la provincia de Entre Ríos en Argentina se halla parcialmente desactivado a febrero de 2018. El ramal empalma con el ramal a Concepción del Uruguay a 465 m de la estación Paraná.

## Historia
El ramal de Crespo hasta Hasenkamp del Ferrocarril Entre Ríos fue inaugurado el 26 de agosto de 1907 y habilitado el 1 de septiembre de 1907.
La ley n.º 6341 del 2 de septiembre de 1909 que autorizó al poder Ejecutivo nacional a invertir 10 600 000 pesos oro para construir una línea de trocha estándar desde el puerto de Diamante hasta el punto que resultase más conveniente de la línea Monte Caseros-Posadas del Ferrocarril Nordeste Argentino, con una derivación hasta Paraná empalmando con la anterior en las inmediaciones de la estación María Grande, siguiendo la cuchilla. Lo autorizó también a iniciar negociaciones para comprar el ramal de Crespo a Hasenkamp del Ferrocarril Entre Ríos.
El lugar elegido para el empalme con la línea del Ferrocarril Entre Ríos era denominado De Elizalde, llamado después El Pingo. El plano de la obra no fue aprobado hasta 1927 y la ejecución de los trabajos comenzó el 25 de febrero de 1930. El derrocamiento del presidente Hipólito Yrigoyen el 6 de septiembre de 1930 hizo que se suspendieran las obras hasta que el presidente Agustín Pedro Justo dispuso por decreto en 1938 la adjudicación de los trabajos a la empresa Hume Hnos. por el importe de 6 100 000 pesos. Las obras fueron concluidas en 1942 e inauguradas el 1 de noviembre de 1943 por las Líneas del Este de los Ferrocarriles del Estado como Línea E3. El 16 de agosto de 1954 corrió por primera vez un tren de pasajeros entre Paraná y Concordia utilizando este ramal.
El 1 de marzo de 1949 las Líneas del Este de los Ferrocarriles del Estado pasaron a integrar la red del nuevo Ferrocarril Nacional General Urquiza. 
El Plan Larkin, publicado en 3 tomos como Transportes argentinos: plan de largo alcance, fue un estudio de racionalización y modernización de los medios de transporte de Argentina entre 1959 y 1962. El plan establecía un orden de prioridad para el cierre de varios ramales del FCGU y sus sustitución por caminos, poniendo en tercera prioridad al ramal de El Pingo a Paraná. Sin embargo, el ramal continuó prestando servicios en las décadas siguientes. Los coches motor n.º 2303 y 2304 continuaron circulando entre Concordia y Paraná (y viceversa) hasta que fueron suprimidos por el decreto n.º 44/1990 de 4 de enero de 1990. Los coches motor n.º 2301 y 2302 continuaron entre los mismos destinos hasta que fueron suprimidos por decreto n.º 1168/1992 de 10 de julio de 1992. El 1 de agosto de 1992 fue puesto en vigencia un diagrama de emergencia para los servicios de pasajeros interurbanos subsistentes entre Concordia y Paraná, costeados a medias por la provincia de Entre Ríos hasta su clausura el 31 de diciembre de 1992.

## Restablecimiento del servicio
A partir de 2009 entró en funciones la Unidad Ejecutora Ferroviaria de Entre Ríos (UEFER), creada por el gobierno de dicha provincia el 28 de abril de 2008 mediante el decreto provincial 2086/2008 MGJEOYSP. El servicio suburbano entre la estación Paraná y Colonia Avellaneda, de 12 km fue implementado a partir del 11 de marzo de 2011 con tres frecuencias diarias de lunes a viernes, de ida y vuelta. Utiliza un coche motor Tecnoporte. El 18 de septiembre de 2013 por acuerdo con la provincia de Entre Ríos el Gobierno nacional se dispuso mediante SOFSE absorber la estructura de UEFER. 
Pese a diversas iniciativas del Gobierno provincial para ampliar el servicio hasta La Picada y para reactivar completamente el servicio de Paraná a Concordia, a partir de febrero de 2016 el único servicio de trenes de pasajeros que quedó existente en Entre Ríos es el de Paraná a Colonia Avellaneda, con 6 frecuencias diarias y 12 paradas intermedias, en un viaje de 35 minutos.

## Actualidad
En marzo de 2021, se lanzó una licitación para el mejoramiento de estaciones y apeaderos en el ramal, junto con la extensión hasta La Picada.
|  |  |  |

|  | exCONTg |

|  | KHSTxa |

|  | BHF |

|  | HST |

|  | HST |

|  | HST |

|  | HST |

|  | HST |

|  | HST |

|  | HST |

|  | HST |

|  | HST |

|  | HST |

|  | HST |

|  | ABZg+l | CONTfq |

|  | KBHFxe |

|  | exCONTf |